# Moosburg an der Isar
Moosburg an der Isar település Németországban, azon belül Bajorországban. Lakosainak száma 20 027 fő (2023. december 31.). Moosburg an der Isar Wang, Langenbach, Haag an der Amper, Langenpreising, Berglern, Buch am Erlbach és Eching községekkel határos.

## Népesség
A település népessége az elmúlt években az alábbi módon változott:
| Lakosok száma | 2600 | 8677 | 12 196 | 14 251 | 16 971 | 17 654 | 18 181 | 18 487 | 19 309 | 20 027 |
|               | 1875 | 1950 | 1975   | 1987   | 2012   | 2014   | 2016   | 2017   | 2021   | 2023   |